# Palais des Assurances générales (Rome)

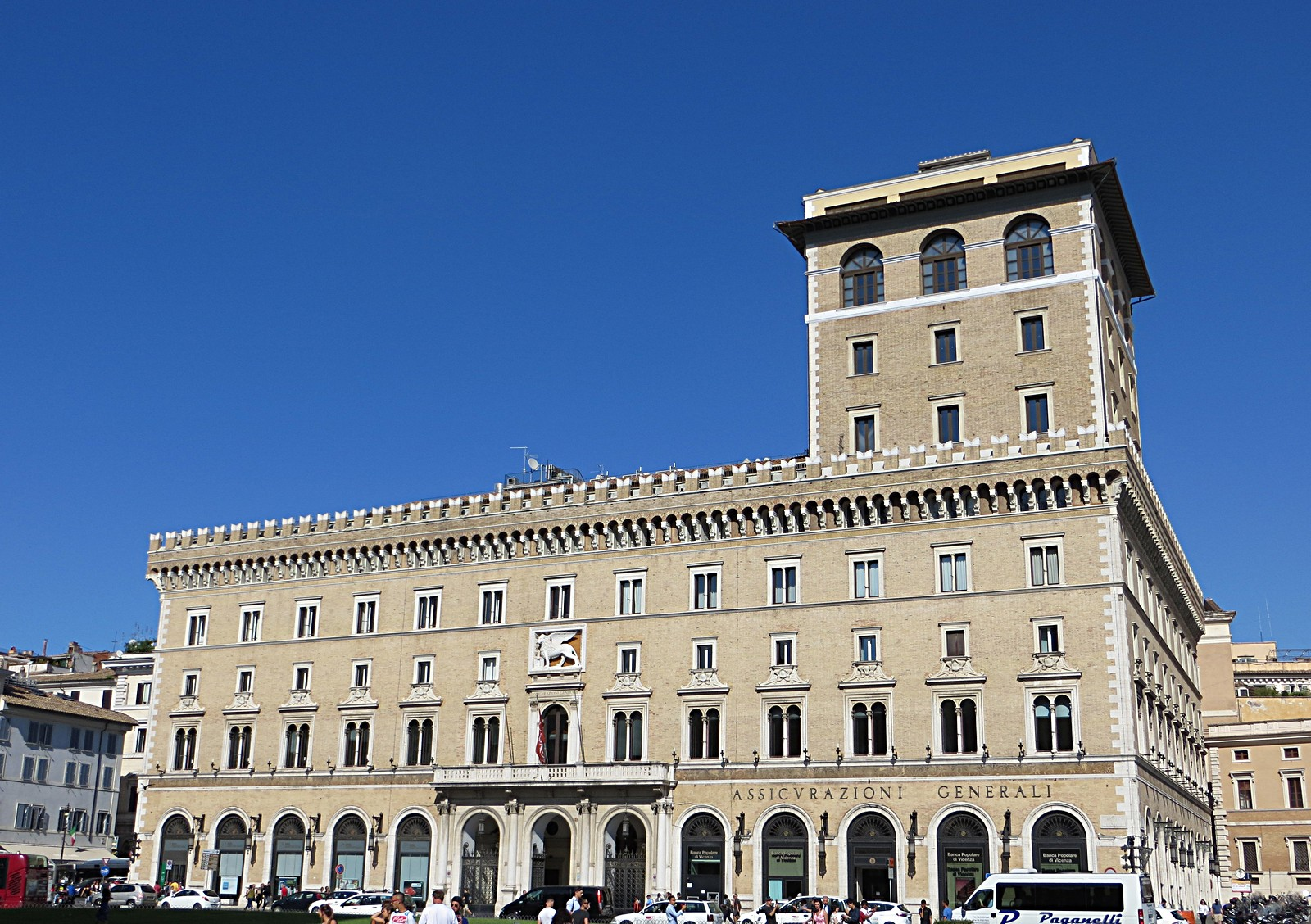
Vue du palais de la piazza venezia.

Le Palais des Assurances Générales est un palais néo-Renaissance situé sur le côté est de la Piazza Venezia, dans le rione Trevi à Rome. Il se trouve juste en face du Palais de Venise, beaucoup plus ancien. Son nom fait référence aux Assurances Générales de Venise, une compagnie d'assurance basée à Venise. 

## Histoire

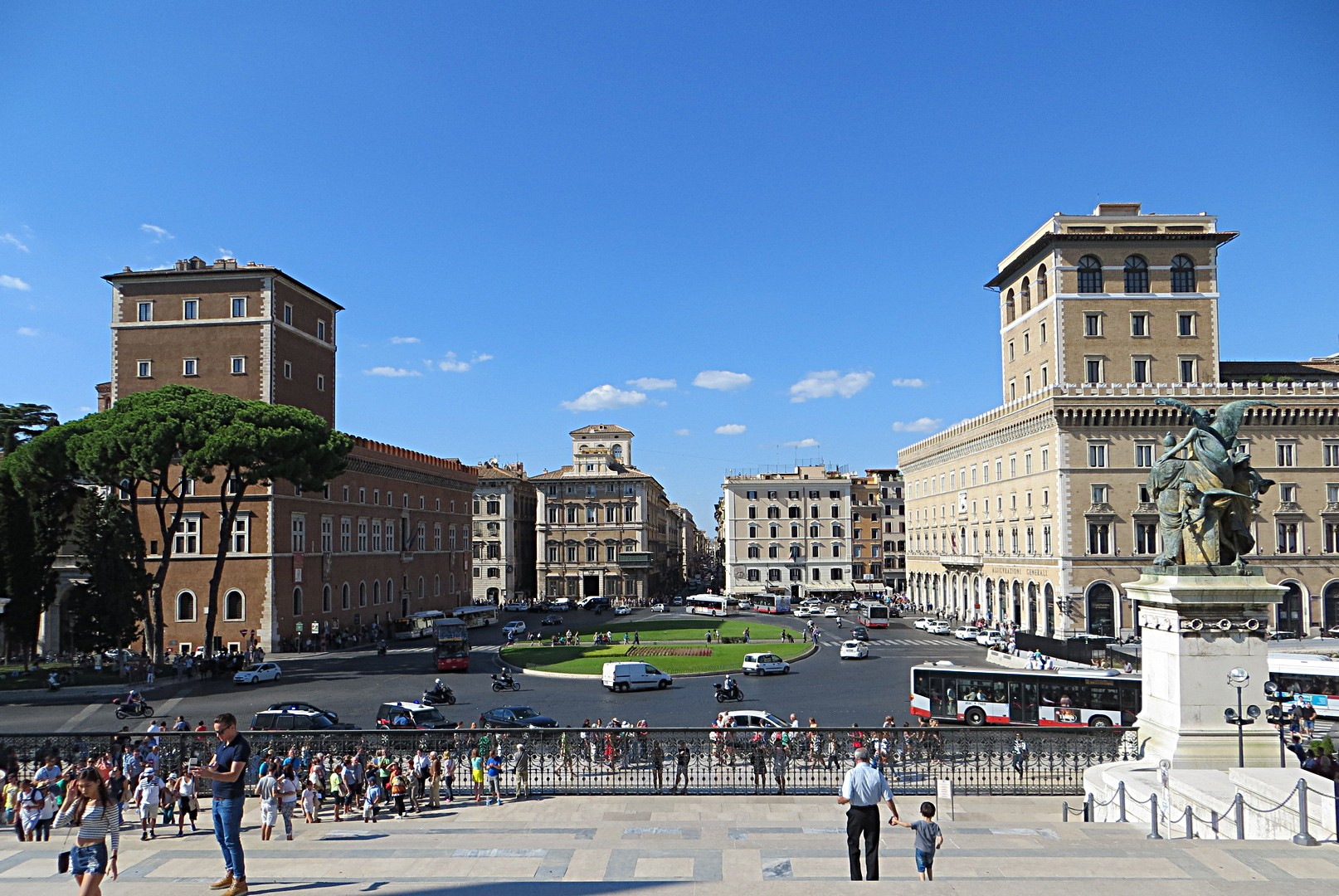
Vue de la Piazza Venezia depuis le Vittoriano soulignant la grandeur souhaitée par les urbanistes avec la construction du Palazzo delle Assicurazioni Generali en face du beaucoup plus ancien Palazzo Venezia (à droite). À l'arrière-plan, le début de la Via del Corso, qui relie la nouvelle place à la Piazza del Popolo.

Ce palais a été construit entre 1906 et 1911, où se trouvaient auparavant les palais Bolognetti-Torlonia et Palais Nepoti démolis en 1900 lors de la restructuration de la Piazza Venezia. De 1902 à 1904 l'architecte triestin Eugenio Geiringer dessina puis dirigea jusqu’à sa disparition survenue en 1904, les premiers travaux de construction du siège principal des assurances Assicurazioni Generali à Rome. Il utilisa habilement un effet de symétrie, en copiant la forme et les dimensions de l’ancien Palazzo Venezia (1455-1467). Il conserva les caractéristiques fondamentales du Palazzo Venezia, y compris sa tour carrée, pour assurer une unité architecturale et une symétrie. Le projet fut retravaillé et repris par les architectes Alberto Manassei, Arturo Pazzi, et Guido Cirilli de 1906 à 1911.

## Description
La majestueuse façade est de l’architecte Giuseppe Sacconi. Il s’agit d’un long bâtiment de style néo-Renaissance de trois étages avec donjon ou tour d’angle au Sud-Ouest. Le rez-de-chaussée est constitué de grandes arcades. L’entrée principale est surmontée d’un balcon d’honneur et d’un cartouche ancien d’époque Renaissance représentant le lion de Saint Marc provenant d’un ancien bastion de la ville de Padoue. 
La construction de ce palais est liée à la décision de construire le Vittoriano sur le versant du Capitole. La destruction de l'ancienne place papale et des bâtiments qui s'y trouvaient avait pour but de créer un nouveau centre politique pour le royaume d'Italie nouvellement créé. L'aspect actuel de la Piazza Venezia reflète donc d'une idéologie qui valorise la grandeur et aspirait à créer le mythe d'une « troisième Rome » sur les ruines de la Rome impériale et de la capitale des États pontificaux. 

## Le palais et les Arts
L'espace actuellement occupé par une banque, au coin de la Via Cesare Battisti, abrita un temps le célèbre Caffè Faraglia, qui avait parmi ses clients Gabriele D'Annunzio. Malheureusement, la surveillance fréquente et excessive à laquelle l'établissement a été soumis après l'installation de Benito Mussolini au Palazzo Venezia l'ont conduit à la fermeture en 1933  . 
Du côté droit du palais une plaque rappelle le souvenir de la disparue Via dei Corvi Macel, où se trouvait une maison dans laquelle Michel-Ange avait travaillé et vécu .